# Luca Bassanese
 (octobre 2023).
Si vous disposez d'ouvrages ou d'articles de référence ou si vous connaissez des sites web de qualité traitant du thème abordé ici, merci de compléter l'article en donnant les références utiles à sa vérifiabilité et en les liant à la section « Notes et références ».
Luca Bassanese, né le 18 décembre 1975 à Vicence, Italie, est un chanteur, auteur-compositeur-interprète, acteur, écrivain et musicien Italien. Egalement militant écologiste, il est un des représentants les plus importants de la nouvelle musique populaire folk italienne. 
Ses textes, à la fois poétiques et satiriques, dénoncent de façon originale toutes les contradictions de son pays.

## Biographie

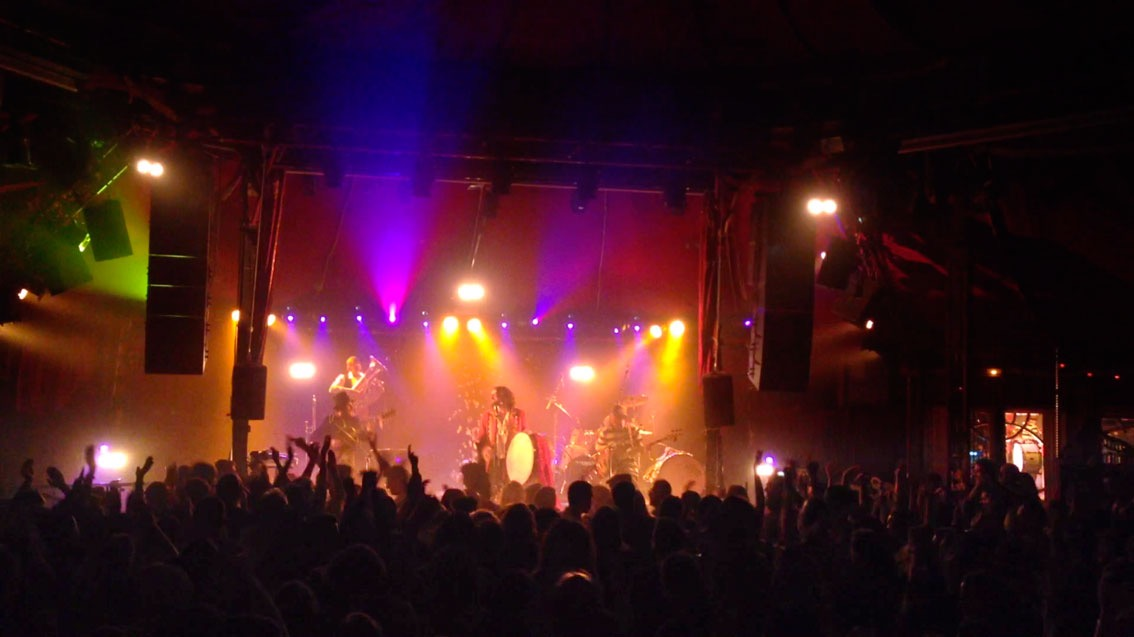
Luca Bassanese en concert au Cabaret Sauvage - Paris 2013

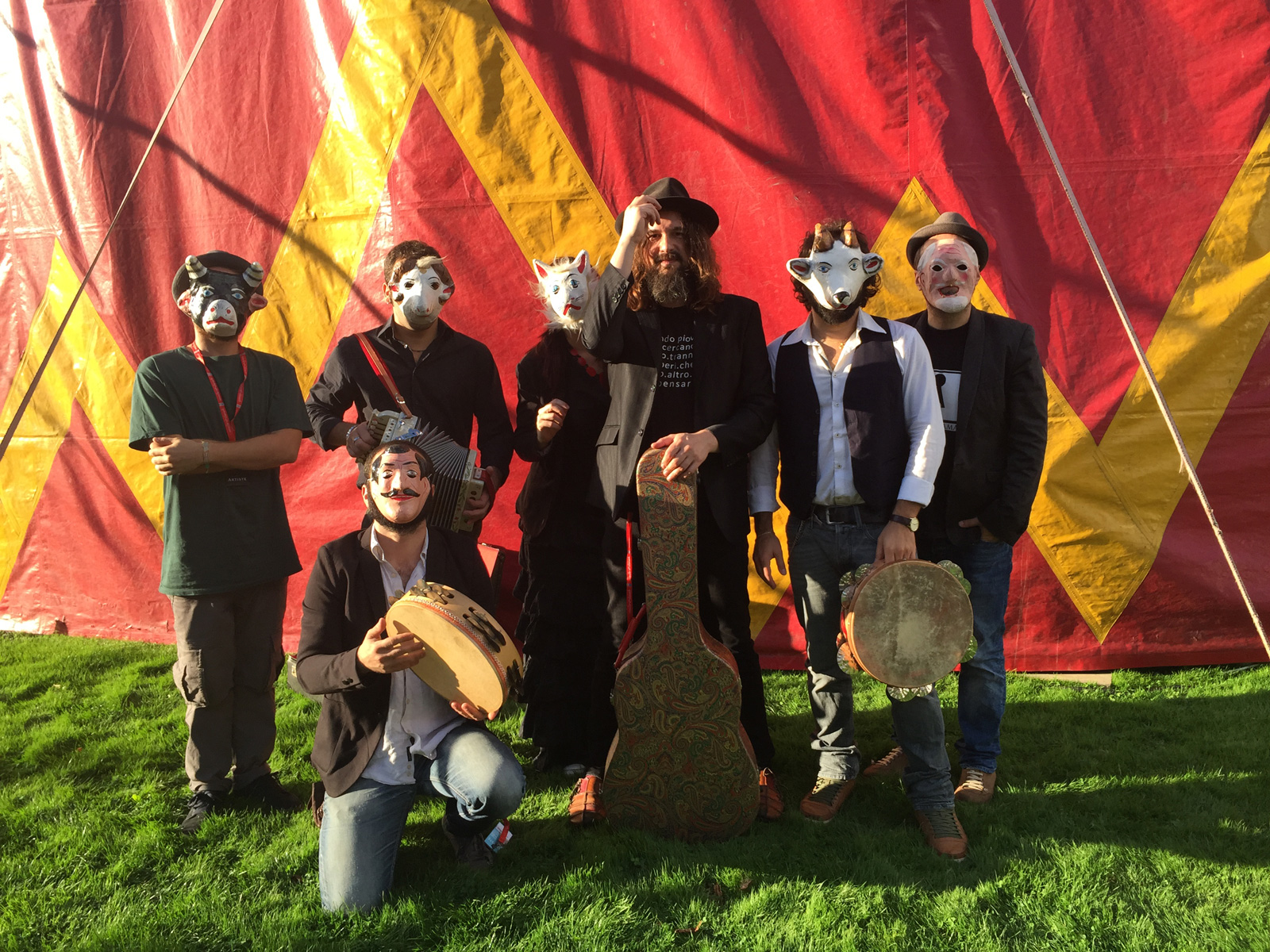
Luca Bassanese & Tarantella Circus Orchestra avant le concert au Chapiteau Grand Soufflet, Parc du Thabor - Rennes 2014

Il y a trois étapes importantes qui marquent la route de Luca Bassanese dans sa carrière artistique : une écoute attentive au Volume III de Fabrizio De André, un contact quotidien avec son père et l'harmonica et enfin le rencontre avec le compositeur, auteur et scénariste Stefano Florio avec qui il a commencé une chemin artistique et humain qui l'a amené à collaborer à la réalisation de son albums et de ses performances[réf. nécessaire].

## Origines de l'engagement
Artiste en syntonie avec les mouvements écologistes et l'engagement civil, il est découvert par le grand public en 2004 lorsque la chanson Confini remporte la quinzième édition du Prix Recanati Musicultura.
En 2005 il publie le CD Ep Oggi che il qualunquismo è un arte mi metto da parte e vivo le cose a modo mio.
En juin 2006 il sort le concept album Luca Bassanese - Al Mercato avec la participation de Kočani Orkestar de Macédoine et la vidéo A Silva réalisé par son producteur Stefano Florio.
Le 18 mars 2008 Luca Bassanese est sur scène avec  L’Italia Dimenticata, spectacle de théâtre et de musique avec des chansons de Domenico Modugno dirigés par Stefano Florio.
Le 18 novembre 2008, il sort le concept album Luca Bassanese – La Società dello Spettacolo, inspiré par le éponyme écrit le philosophe Guy Debord.
Avec la chanson 20 Luglio 2001, il dénonce les faits de Gênes pendant le Sommet du G8 2001.
En mars 2009 il publie son premier livre intitulé Soltanto per amore, poesie, lettere e momenti di vita, publié par les Éditions BuenaOnda.
Le 18 septembre 2010 il sort le concept album: Luca Bassanese – Il Futuro del mondo pour chœur et orchestre populaire.
Dans cet album Luca Bassanese traite la question de la pollution des mers avec une chanson intitulée La Leggenda del pesce petrolio à l'appui de l'Association Sea Shepherd pour la protection des espèces marines en danger d'extinction.
Le 6 novembre 2011 il ouvre le concert à L'Aquila pour l'ouverture de la Maison Théâtre, à l'invitation de Artisti Aquilani Onlus, une association de théâtre et de promotion culturelle, née après le séisme de 2009 à L'Aquila. La Maison Théâtre est créé pour propager une culture et une embarcation de l'utilisation non-académique du théâtre et de la danse théâtrale et de la danse en général comme outils sociaux.
Avec la chanson L'Aquila Far West il dénonce la situation dans laquelle se trouve la ville.
En 2011 sort l'album live intitulé C'è un mondo che si muove! qui est suivi en 2012 da l'album la Rivoluzione avec la chanson Qui si fa l’Italia o si muore sur les principes fondamentaux de la Constitution italienne.
 
Le 8 janvier 2013 Luca Bassanese est interviewé par Patrizia Morgani sur la chaîne Rai News 24 dans lequel l'artiste exprime sa position sur la question de la non-violence et parle de son nouvel album La Rivoluzione.
En avril 2013 sort la collection du studio Popolare Contemporaneo, pour l'eau, la terre et la dignité des peuples, qui recueille les huit premières années de carrière artistique de Luca Bassanese.
Le 8 septembre 2013 il reçoit le prix Vrban Eco-Festival pour sa recherche continue et son engagement à travers la musique et l'écriture sur les questions de durabilité sociale et environnementale.
Le 23 novembre 2013 Luca Bassanese prend la scène du Cabaret Sauvage à Paris dans le cadre du Le Bal Rital, accompagné de son Petit Orchestre Populaire dirigé par Stefano Florio, producteur et co-auteur.
Le 11 décembre 2013 est décerné à Luca Bassanese le certificat de mérite pour l'engagement civil dans le Prix National Marcello Torre.
En 2014 sort l'album  L’amore (è) Sosteniblie axé sur la question de la durabilité avec à l'intérieur La ballata dell’emigrante enregistré à Paris avec des musiciens italiens migrants.
Le 17 octobre 2014, après le succès rencontré en France Luca Bassanese va à jouer dans le festival le Grand Soufflet en Bretagne, accompagné d'une nouvelle formation la Tarantella Circus Orchestra.
Le 4 avril 2015 dans une cérémonie officielle au Centre des Congrès Principe di Piemonte à Viareggio, il reçoit le prix du meilleur thème musical avec la chanson Ola Ola Ola (Tu sei Superman, tu hai venduto Peter Pan) écrit avec l'écrivain, acteur et militant écologiste Jacopo Fo et le musicien, auteur, compositeur Stefano Florio.

## Prix et récompenses
- 2004 - Avec la chanson Confini - Premio Recanati/Musicultura XV edizione
- 2013 - Prix Vrban Eco-festival en 2013 pour sa recherche continue et l'engagement à travers leur musique et l'écriture sur les questions de durabilité sociale et environnementale
- 2013 - Certificat de mérite pour son engagement civil (Prix national Marcello Torre)
- 2015 - Prix du meilleur thème musical avec la chanson Ola Ola Ola (Tu sei Superman, tu hai venduto Peter Pan)

## Discographie

### Albums
| Année | Titre                                                                             | Maison de disques   | Numéro de catalogue |
| ----- | --------------------------------------------------------------------------------- | ------------------- | ------------------- |
| 2005  | Oggi che il qualunquismo è un'arte mi metto da parte e vivo le cose a modo mio                                                                                  | X-Land              | XL01                |
| 2006  | Al Mercato                                                                        | X-Land/Venus        | XL02                |
| 2008  | La Società dello Spettacolo                                                       | Buenaonda/Venus     | BO02                |
| 2010  | Il Futuro del Mondo                                                               | Buenaonda/Carosello | BO07                |
| 2011  | C'è un mondo che si muove!                                                        | Buenaonda           | BO09                |
| 2012  | La Rivoluzione                                                                    | Buenaonda           | BO12                |
| 2013  | Popolare contemporaneo - per l'acqua, per la terra per la dignità dei popoli      | Buenaonda           | BO16                |
| 2014  | L'amore (è) sostenibile                                                           | Buenaonda           | BO20                |
| 2015  | Quando piove tutti cercano riparo tranne gli alberi che hanno altro a cui pensare | Buenaonda           | BO21                |

## Vidéographie
- A Silva - dirigé par  Stefano Florio
- Maria - dirigé par  Riccardo Papa
- Guernica - dirigé par  Stefano Florio
- Santo Subito! - dirigé par Stefano Florio
- Canzone d’amore (contro la violenza sulle donne) - dirigé par  Stefano Florio
- La leggenda del pesce Petrolio - dirigé par  Stefano Florio, Marco Donazzan, Lorenzo Milan
- La Canzone del laureato - dirigé par Stefano Florio
- Qui si fa l'Italia o si muore - dirigé par Michele Piazza
- Signora speranza - dirigé par Michele Piazza
- Fuck Austerity! (prima che questo tempo ammazzi l'allegria) - dirigé par Michele Piazza
- Ho visto un re - dirigé par  Michele Piazza
- La ballata dell'emigrante - dirigé par  Francesco Mastronardo
- La Classe Operaia (Non va più in paradiso) - dirigé par  Francesco Mastronardo
- Ola ola ola (tu sei Superman, tu hai venduto Peter Pan) - dirigé par Francesco Mastronardo.

## Représentations théâtrales
- L’Italia Dimenticata - avec des chansons Domenico Modugno dirigé par Stefano Florio
- Un Nuovo Mondo è Possibile - avec Domenico Finiguerra, dirigé par Stefano Florio
- “A Silva… la storia, la vita e l’arte di tramandarla attraverso la musica” - réalisé par Stefano Florio

## Écrits

### Livres de Luca Bassanese
- Soltanto per amore, poesie, lettere e momenti di vita,  (ISBN 978-88-904080-0-7), Buenaonda (2009)
- Racconti di un visionario,  (ISBN 978-88-904080-1-4), Buenaonda (2010)
- Oggi ho imparato a volare,  (ISBN 978-88-904080-2-1), Buenaonda (2012)